# 나의 아름다운 우편배달부
《나의 아름다운 우편배달부》는 2002년 7월 12일에 MBC에서 방영한 베스트극장이다.

## 등장 인물

### 주요 인물
- 김호진 : 현우 역 (아역 권오민)
- 박은혜 : 한지은 역

### 그 외 인물
- 송재호 : 지은의 아버지 역
- 김영옥 : 소정의 할머니 역
- 변희봉 : 구 노인 역
- 정재순
- 문미봉 : 새작골 할매 역
- 방양희
- 김현수
- 박형선 : 오정훈의 아내 역
- 김철기 : 우편배달부 역
- 정영금
- 구혜령
- 이현숙
- 한지혜 : 소정 역